# Microcambeva ribeirae
Microcambeva ribeirae es una especie de peces de la familia Trichomycteridae.

## Morfología
Los machos pueden llegar alcanzar los 4,8 cm de longitud total.
Número de  vértebras: 34.

## Distribución y hábitat
Es un pez de agua dulce y de clima subtropical.
Se encuentran en Sudamérica: cuenca del Río Ribeira de Iguape en el sureste del Brasil. 